# Xestaspis sublaevis
Xestaspis sublaevis är en spindelart som beskrevs av Simon 1893. Xestaspis sublaevis ingår i släktet Xestaspis och familjen dansspindlar.
Artens utbredningsområde är Sri Lanka. Inga underarter finns listade i Catalogue of Life.